# Sophie af Pfalz
Sophie af Pfalz (født 14. oktober 1630 i Haag, død 8. juni 1714 på Schloss Herrenhausen i Hannover) var datter af Frederik 5. af Pfalz, «vinterkongen» af Bøhmen af huset Wittelsbach, og Elizabeth Stuart. Hun var gift med kurfyrst Ernst August af Hannover og blev kendt som den "store kurfyrstinde". Gennem sin mor var hun barnebarn af Jakob VI af Skotland / Jakob I af England og Irland og havde et krav på den britiske trone, og som følge af den britiske Act of Settlement, som udelukkede katolikker, blev hun den første i arvefølgen. Dersom hun ikke var død nogen uger før Anne af Storbritannien, var hun blevet britisk dronning. Selv om hun var ældre end Anne, havde hun et bedre helbred, og det blev almindeligvis antaget, at hun ville blive Storbritanniens næste dronning. I stedet kom hendes søn Georg Ludwig og dermed huset Hannover på tronen i Storbritannien. Alle i arvefølgen til den britiske trone nedstammer fra Sophie af Hannover, og ethvert krav på tronen går tilbage til hende.
Sophies datter, Sophie Charlotte, blev gift med Frederik 1. af Preussen.
Sophie var en ven og beundrer af filosofen Gottfried Leibniz, der var knyttet til hoffet i Braunschweig fra 1676 til sin død i 1716. Venskabet resulterede i en omfattende korrespondance, som blev offentliggjort i det 19. århundrede og viste, at Sophie var en yderst intelligent og nysgerrig kvinde.
Sophie igangsatte omfattende arbejder med slotshaven i Herrenhausen og døde i den på en aftentur.